# Erythromma lindenii
Erythromma lindenii е вид водно конче от семейство Coenagrionidae. Видът не е застрашен от изчезване.

## Разпространение и местообитание
Разпространен е в Азербайджан, Албания, Алжир, Армения, Белгия, Босна и Херцеговина, България, Германия, Грузия, Гърция, Израел, Иран, Италия, Кипър, Ливан, Мароко, Молдова, Нидерландия, Полша, Португалия, Северна Македония, Румъния, Сирия, Сърбия, Тунис, Турция, Украйна, Унгария, Франция, Хърватия, Черна гора и Чехия.
Среща се на надморска височина от 0 до 30,1 m.